# Thizay (Indre-et-Loire)
Thizay is een gemeente in het Franse departement Indre-et-Loire (regio Centre-Val de Loire) en telt 233 inwoners (1999). De plaats maakt deel uit van het arrondissement Chinon.

## Geografie
De oppervlakte van Thizay bedraagt 6,8 km², de bevolkingsdichtheid is 34,3 inwoners per km².

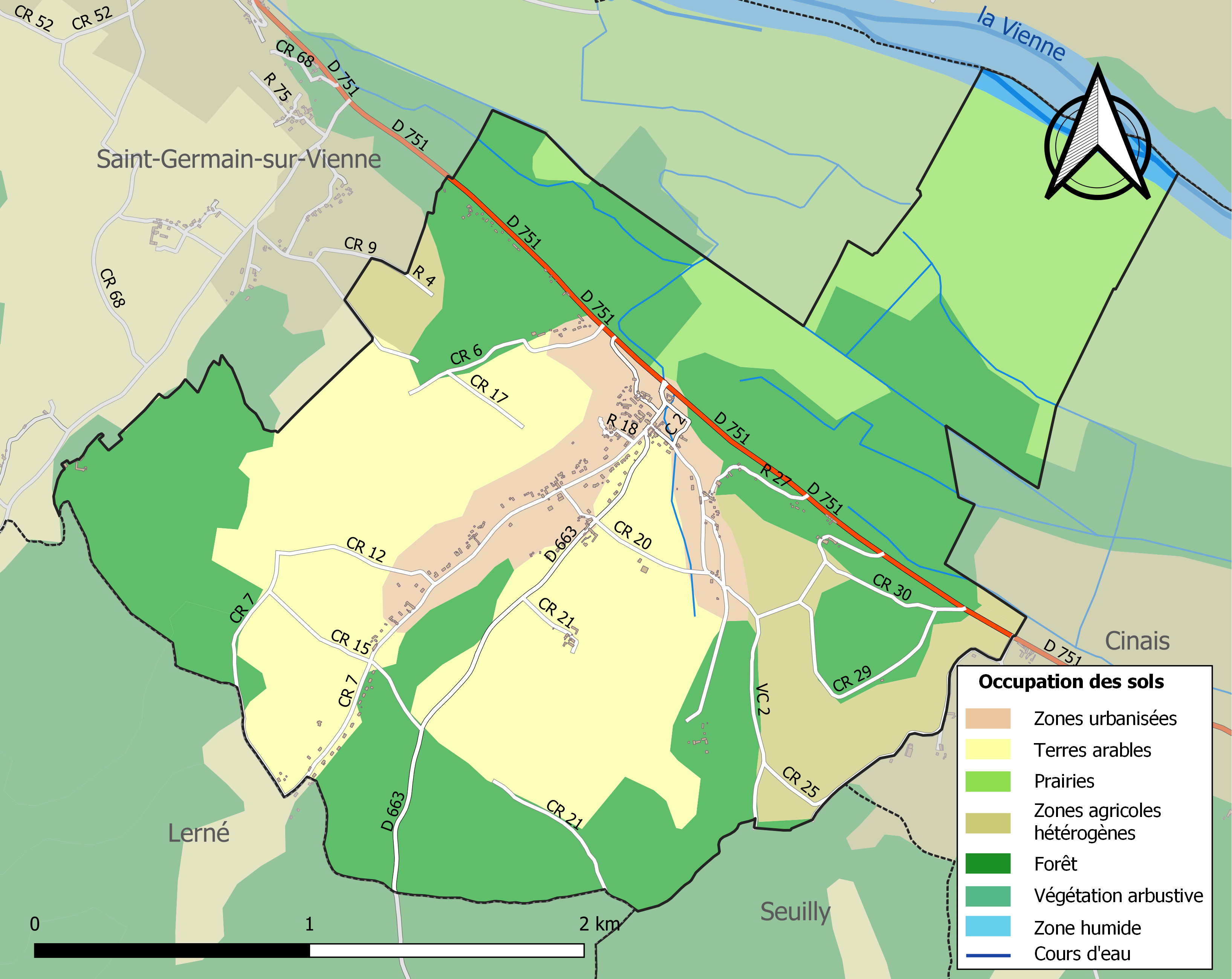
Kaart van de gemeente met de belangrijkste infrastructuur, bodemgebruik en omliggende gemeenten

## Demografie
Onderstaande figuur toont het verloop van het inwonertal (bron: INSEE-tellingen).

1. ↑  Populations de référence 2022.